# Yevgueni Bulanchik
Yevgueni Bulanchik (Unión Soviética, 3 de abril de 1922-17 de noviembre de 1995) fue un atleta soviético especializado en la prueba de 110 m vallas, en la que consiguió ser campeón europeo en 1954.

## Carrera deportiva
En el Campeonato Europeo de Atletismo de 1954 ganó la medalla de oro en los 110 m vallas, llegando a meta en un tiempo de 14.4 segundos, por delante del británico John Parker (plata con 14.6 segundos) y el alemán Berthold Steines (bronce con 14.7 segundos).